# Jasmonato di metile
Lo jasmonato di metile è un fitormone. Le piante producono acido jasmonico e jasmonato di metile in risposta a molti stress.